# Tegeltraven

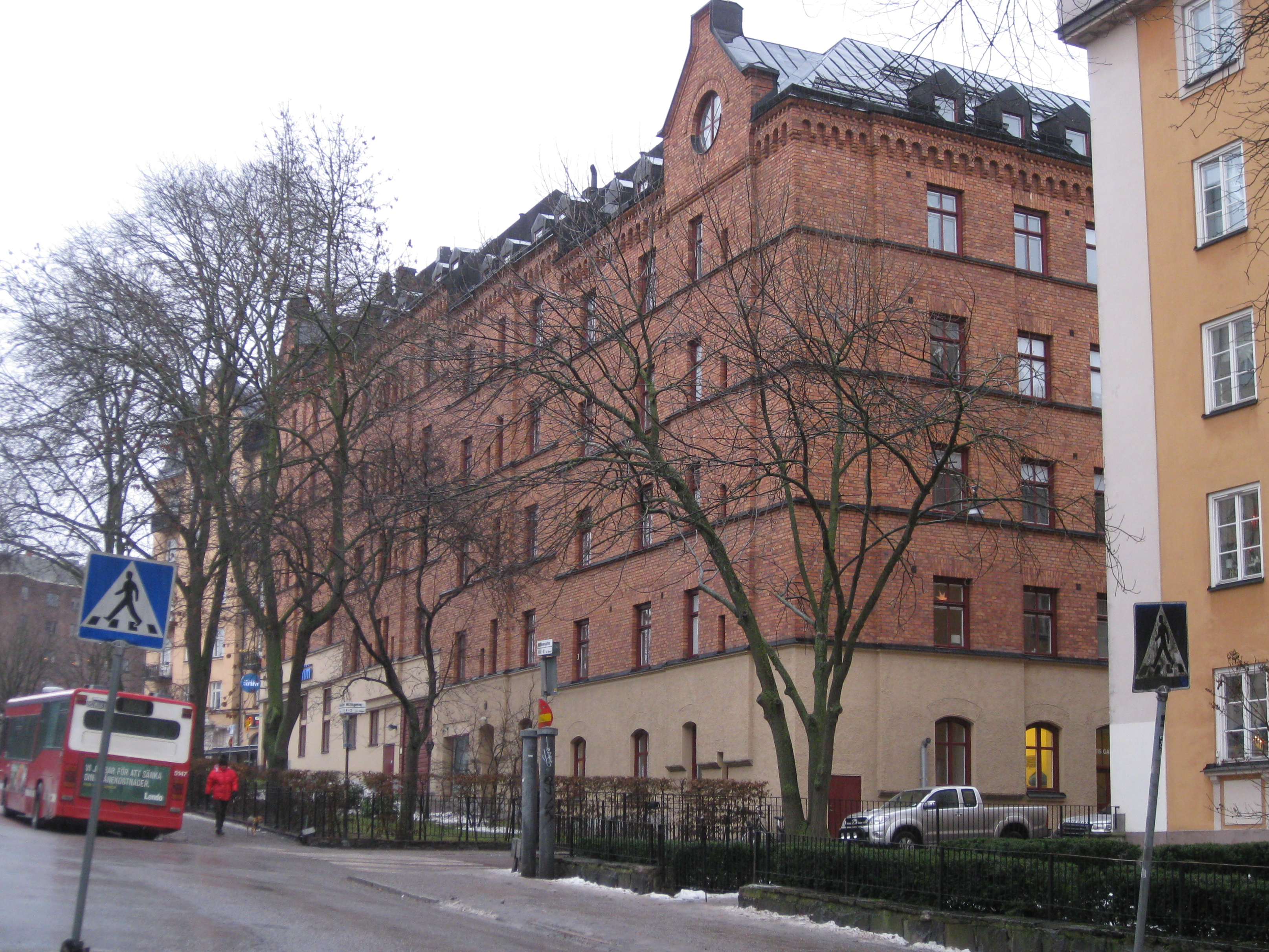
Tegeltraven vid korsningen Fridhemsgatan - Mitisgatan. Kvarteret heter Slaggen.

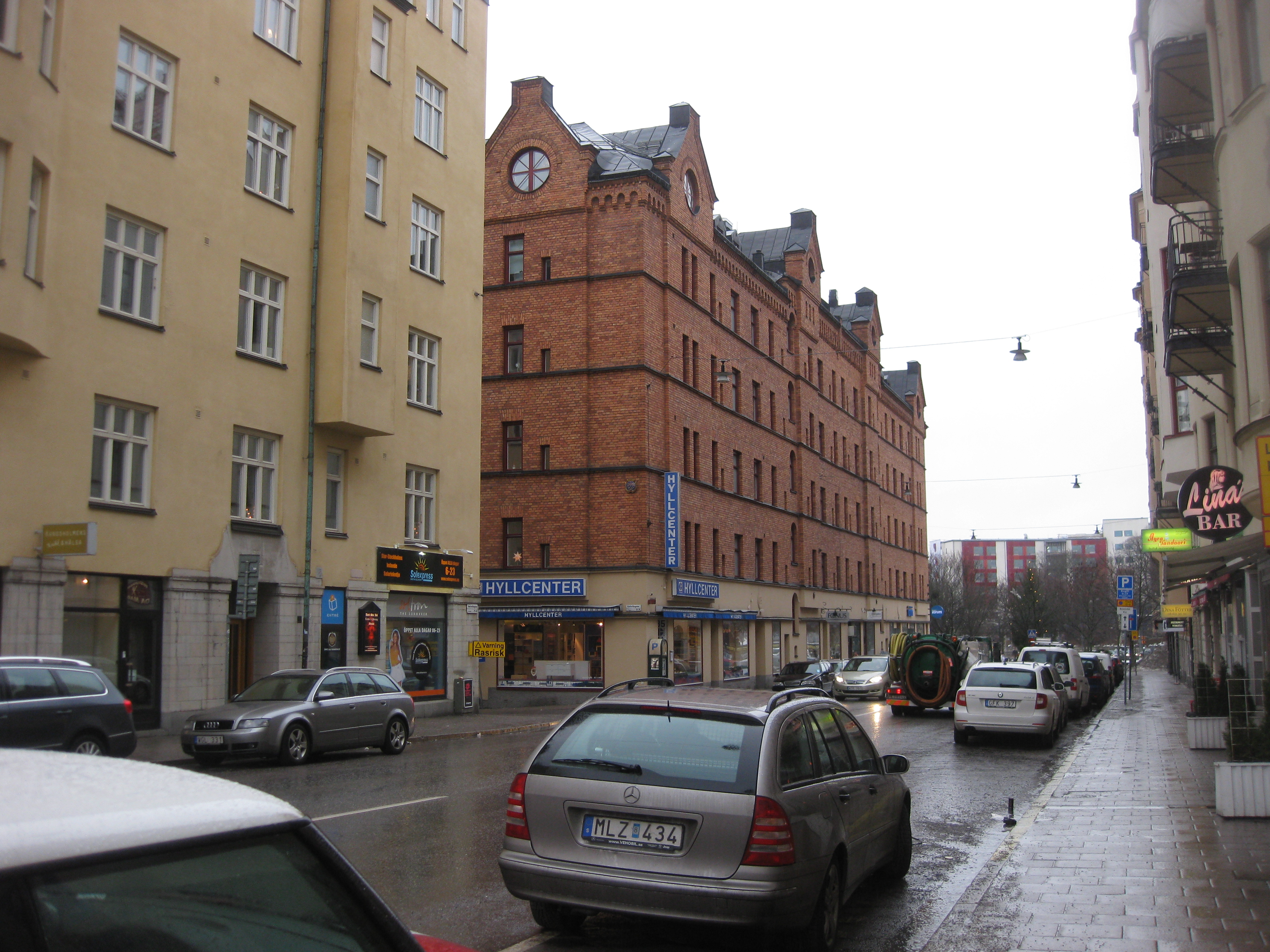
Tegeltraven vid korsningen Hantverkargatan-Karlsviksgatan. Vid gatans ände ligger i dag Fridhemsplan. Bortom denna plats, västerut, fanns när huset uppfördes ingen stadsbebyggelse.

Tegeltraven kallades den stora tegelbyggnad som ligger vid Fridhemsplan 16 i Stockholm. Huset uppfördes 1895–1898 och var ett av de mest omsorgsfullt planerade hyreshusen för arbetare som byggdes vid denna tid. Byggnaden är stor; den omfattar hela kvarteret Slaggen, och bestod av 214 lägenheter, de flesta med ett rum  och kök. När huset var som mest befolkat, under första världskriget, bodde här 1 500 personer. Huset är idag HSB:s bostadsrättsförening Fridhem, samma namn som huset officiellt hade när det byggdes.
Huset kallades i folkmun Tegeltraven, men även namnen Tegelhögen och Käringträtan förekom.
Tegeltraven uppfördes av Bostads AB Fridhem. Arkitekt var Erik Ulrich.

## Bakgrund
Under senare delen av 1800-talet växte Stockholm enormt - år 1850 hade staden 93 000 invånare, 1900 hade det stigit till 300 000. Bostadsbristen var oerhörd och mot 1870-talets slut började en byggboom som vid seklets slut resulterat i att stora delar av Kungsholmen, Södermalm och Vasastan bebyggts med så kallade hyreskaserner. Det var hyreshus avsedda för arbetarbefolkningen med små lägenheter, i många fall utan tillgång till kök, toalett och vatten. På grund av de erbarmligt dåliga sanitära förhållandena i dessa hus blev de hårt kritiserade.
Direktören för Karlsviks gjuterier Petter Östberg tog tillsammans med sin bror riksgäldsfullmäktigen och partiledaren Gustaf Fredrik Östberg 1896 initiativet till bildandet av bostadsbolaget Fridhem ”för  beredande av tillgång på lämpliga och sunda bostäder för den mindre bemedlade befolkningen”. Karlsviks gjuterier låg nära nuvarande Fridhemsplan och ägde tomten bolaget tänkte bebygga med ett hyreshus.

## Hyreshuset
Lägenheterna i Fridhem skulle enligt bolaget ha ”värdefulla bekvämligheter såsom vatten- och avloppsledning, kokgas, tambur, skafferi, garderob, särskild källare och särskilt vindskontor”. Byggnaden stod färdig 1898 och infriade förväntningarna. Det var ett för tiden mycket välplanerat hyreshus för arbetare. Husets innergård upptogs inte av uthus och dasslängor utan lämnades öppen som lekplats för barnen. Man lät till och med uppföra en öppen takförsedd paviljong som skulle ge barnen skydd vid regnväder. Ovanligt var också att huset hade torrklosetter, så kallade kabinett, i trappuppgångarna. I andra hyreshus låg torrdassen på gården eller på vinden. I huset fanns även butiker, en skolsal, ett föreläsningsrum, ett likrum, ett badrum och tvättstugor.
Tegeltraven, som huset kom att kallas, hade 214 lägenheter varav 180 bestod av ett rum med kök. Köken var med avsikt små för att försvåra möjligheten att hysa inneboende. Där fanns drygt tio tvårummare och 24 lägenheter som endast bestod av ett rum med spis. Åren runt första världskriget, då bostadsbristen i Stockholm var svår (se Nödbostäder i Stockholm), var invånarantalet som högst. År 1913 bodde 1 662 personer i Tegeltraven. Det ger ett genomsnitt på nästan 8 personer per lägenhet.
När Tegeltraven byggdes låg den i stadens utkant. Västerut fanns endast några spridda byggnader, västra Kungsholmen liknade mest landsbygd med koloniträdgårdar, ängar, och kullar. Åt öster, söder och norr bredde staden ut sig men vid Tegeltraven låg inga höga hus som skymde. Dagsljuset nådde alla lägenheter och hyresgästerna hade fri utsikt mot grönska eller lägre stadsbebyggelse.